# Dan Fogelberg
Daniel Grayling Fogelberg (ur. 13 sierpnia 1951 w Peorii, zm. 16 grudnia 2007 w Deer Isle, Maine) – amerykański piosenkarz, kompozytor i multiinstrumentalista.

## Dyskografia

### Albumy solowe
- 1972 - Home Free
- 1974 - Souvenirs
- 1975 - Captured Angel
- 1977 - Nether Lands
- 1979 - Phoenix
- 1981 - The Innocent Age
- 1982 - Greatest Hits (kompilacja)
- 1984 - Windows and Walls
- 1985 - High Country Snows
- 1987 - Exiles
- 1990 - The Wild Places
- 1991 - Dan Fogelberg Live: Greetings from the West (live)
- 1993 - River of Souls
- 1995 - Love Songs (kompilacja)
- 1995 - Definitive Collection (kompilacja)
- 1997 - Portrait - The Music of Dan Fogelberg from 1972-1997  (kompilacja, zestaw 4 CD)
- 1997 - Promises (kompilacja)
- 1998 - Super Hits (kompilacja)
- 1999 - The First Christmas Morning
- 2000 - Live: Something Old New Borrowed & Some Blues (live)
- 2001 - The Very Best of Dan Fogelberg (kompilacja)
- 2003 - Full Circle
- 2003 - The Essential Dan Fogelberg (kompilacja)
- 2005 - Collections (kompilacja)
- 2006 - Wishing on the Moon (kompilacja)
- 2008 - Sometimes A Song
- 2009 - Love In Time

### Albumy zTimem Weisbergiem
- 1978 - Twin Sons of Different Mothers
- 1995 - No Resemblance Whatsoever